# Prêmio Família Hansen
O Prêmio Família Hansen (em alemão:  Familie-Hansen-Preis) foi criado em 1999 pelo empresário do ramo da química Kurt Hansen. São premiados trabalhos de pesquisa em países de língua alemã com especial significado científico nas áreas das ciências naturais e da medicina, em especial novas áreas como pesquisa do cérebro e genética. É concedido a cada dois anos, intercalado com o Prêmio Otto Bayer, dotado com € 75.000 (situação em 2016).
Para Kurt Hansen (1910–2002), de 1962 a 1974 presidente da Bayer AG, o financiamento da pesquisa nas áreas das ciências naturais e medicina teve significado central.

## Recipientes
- 2000: Thomas Jentsch
- 2002: Christian Haass e Ralf Baumeister
- 2005: Rüdiger Klein
- 2007: Magdalena Götz
- 2009: Patrick Cramer
- 2011: Stefan Hell
- 2013: Hans-Georg Rammensee
- 2015: Emmanuelle Charpentier
- 2017: Jens Claus Brüning e Matthias Tschöp
- 2019: Edith Heard[1]